# اوختادزور
اوختادزور (به ارمنی: Ուխտաձոր) یک منطقهٔ مسکونی در جمهوری آرتساخ است که در استان هادروت واقع شده‌است.